# A dos Cunhados e Maceira
A dos Cunhados e Maceira (oficialmente, União das Freguesias de A dos Cunhados e Maceira) é uma freguesia portuguesa do município de Torres Vedras, com 52,72 km² de área e 11 568 habitantes (censo de 2021). A sua densidade populacional é 219,4 hab./km².

## História
Foi criada aquando da reorganização administrativa de 2012/2013, resultando da agregação das antigas freguesias de A dos Cunhados e Maceira:

## Demografia
A população registada nos censos foi:
| Distribuição da População por Grupos Etários | Distribuição da População por Grupos Etários | Distribuição da População por Grupos Etários | Distribuição da População por Grupos Etários | Distribuição da População por Grupos Etários |
| -------------------------------------------- | -------------------------------------------- | -------------------------------------------- | -------------------------------------------- | -------------------------------------------- |
| Ano                                          | 0-14 Anos                                    | 15-24 Anos                                   | 25-64 Anos                                   | > 65 Anos                                    |
| 2001                                         | 1400                                         | 1303                                         | 4774                                         | 1303                                         |
| 2011                                         | 1584                                         | 1098                                         | 5869                                         | 1840                                         |
| 2021                                         | 1556                                         | 1226                                         | 6305                                         | 2481                                         |

À data da junção das freguesias, a população registada no censo anterior foi:
| Freguesia atual                                  | Freguesia atual  | Freguesia atual | Freguesias antigas | Freguesias antigas | Freguesias antigas |
| Freguesia                                        | População (2011) | Área (km²)      | Freguesia          | População (2016)   | Área (km²)         |
| ------------------------------------------------ | ---------------- | --------------- | ------------------ | ------------------ | ------------------ |
| União das Freguesias de A dos Cunhados e Maceira | 9975             | 52,72           | A dos Cunhados     | 8001               | 44,33              |
| União das Freguesias de A dos Cunhados e Maceira | 9975             | 52,72           | Maceira            | 1974               | 8,39               |